# 莊昶
莊昶（1437年—1499年），字孔抃，又字孟暘，號定山，直隸江浦縣（今属江苏省南京市）人。明朝政治人物。

## 生平
成化二年（1466年），登進士，改庶吉士，授翰林院檢討。與編修章懋、黃仲昭疏諫內廷張燈，后忤旨廷杖二十，謫桂陽州判官。后改南京行人司副，三年后母喪丁憂，之後父喪，哀毀，喪除不復出。學者稱「定山先生」。弘治七年，因舉薦奉詔起用，擔任行人司副，后升南京吏部郎中。次年因病乞歸，部臣不為代奏。次年京察，尚書倪嶽以老疾罷其官。居二年卒，年六十三。天啟初年，追謚文節。